# Vício Raro em Pacientes Tratados com Narcóticos
"Vício raro em pacientes tratados com narcóticos" ou em inglês "Addiction Rare in Patients Treated with Narcotics" é o título de uma carta ao editor escrita por Jane Porter e Hershel Jick e publicada na edição de 10 de janeiro de 1980 do The New England Journal of Medicine. A carta analisou dados de pacientes tratados com opioides em ambiente hospitalar e concluiu que o vício era incomum entre esses pacientes. O uso deturpado da carta ajudou a justificar e contribuir para a epidemia de opioides nos Estados Unidos.

## Conteúdo
A carta informava sobre o exame de prontuários de pacientes hospitalizados e tratados com pequenas doses de opióides. Os autores concluíram que dos 11 882 pacientes que receberam pelo menos um narcótico, apenas quatro deles desenvolveram um vício "razoavelmente bem documentado" entre os pacientes que não tinham histórico de vício. Seu texto reza, na íntegra:
Recentemente, examinamos nossos arquivos atuais para determinar a incidência de dependência de narcóticos em 39 946 pacientes médicos hospitalizados que foram monitorados consecutivamente. Embora houvesse 11 882 pacientes que receberam pelo menos uma preparação narcótica, houve apenas quatro casos de dependência razoavelmente bem documentada em pacientes sem histórico de dependência. O vício foi considerado grave em apenas um caso. As drogas implicadas foram meperidina em dois pacientes, Percodan em um e hidromorfona em um. Concluímos que, apesar do uso generalizado de drogas narcóticas em hospitais, o desenvolvimento de dependência é raro em pacientes médicos sem histórico de dependência.

## Influência
O artigo foi subsequentemente citado extensivamente como prova de que o vício era muito raro entre os pacientes aos quais foram prescritos narcóticos (mais especificamente, opioides). Tornou-se tão conhecido que às vezes é referido simplesmente como Porter e Jick.

### Limitações metodológicas
As limitações metodológicas das quais a carta sofria incluíam que todos os pacientes relatados recebiam opioides em pequenas doses em um hospital.  Além disso, em 2003, Jick disse ao The New York Times que o estudo não acompanhou os pacientes depois que eles deixaram o hospital.

### Deturpação
Em 2017, a carta atraiu um interesse renovado porque o New England Journal of Medicine publicou uma análise bibliográfica da carta mostrando que ela havia sido citada 608 vezes desde que foi publicada. Em comparação, as outras cartas ao editor na mesma edição do Journal como a carta de Porter e Jick foram citadas em média 11 vezes. Dessas 608 citações, a análise também mostrou que 72,2% delas o citaram em apoio à alegação de que os pacientes tratados com opioides raramente desenvolviam dependência, e 80,8% não mencionaram que a carta incluía apenas dados sobre prescrições dadas a hospitalizados pacientes. Também foi deturpado na mídia popular; Scientific American um artigo de 1990 o descreveu como um "estudo extenso" e uma reportagem da Time de 2001 o apelidou de "estudo histórico", mostrando que as preocupações com o vício em opioides eram "basicamente injustificadas". Além disso, a Purdue Pharma, fabricante do OxyContin, treinou seus representantes de vendas para dizer que o risco de dependência entre os pacientes que usam a droga era inferior a 1%, citando a carta de Porter e Jick como uma de suas fontes.

### Papel na epidemia de opioides
Como a carta foi frequentemente deturpada para argumentar que os opioides raramente eram viciantes, essas deturpações foram responsabilizadas por contribuir para a epidemia de opioides. Por exemplo, um coautor da análise bibliográfica de 2017, David Juurlink, afirmou que acha que a aparição da carta em um jornal de prestígio ajudou a convencer os médicos de que os opioides eram seguros, dizendo: "Acho justo dizer que esta carta percorreu um longo caminho". Jick, que escreveu a carta, disse desde então que "A carta não tinha valor para a saúde e a medicina em si. Então, se eu pudesse retirá-la se eu soubesse o que sei agora, eu nunca publicaria. Não valeu a pena".